# القنطرة الرومانية بير الحوش
القنطرة الرومانية هو معلم أثري تونسي مصنف من قبل المعهد الوطني للتراث  يقع في ولاية باجة في الشمال الغربي التونسي، تحديدا في بير الحوش تم تصنيف المعلم في يوم 19 مارس 1894.

## مقالات ذات صلة
- قائمة المعالم الأثرية المصنفة في تونس